# Suore del Bambin Gesù (Chauffailles)
Le Suore del Bambin Gesù (in francese Sœurs de l'Enfant-Jésus de Chauffailles; sigla R.E.J.) sono un istituto religioso femminile di diritto pontificio.

## Storia
Le origini della congregazione coincidono con quelle dell'istituto fondato nel 1667 a Le Puy da Anne-Marie Martel.
Nel 1846, a opera di Marie Reine-Antier, le dame del Bambin Gesù di Le Puy aprirono una casa a Chauffailles, in diocesi di Autun: a Chauffailles le suore aumentarono rapidamente di numero e nel 1859 il vescovo Frédéric de Marguerye decise di separare la comunità dalla casa-madre, costituendola in congregazione autonoma; il canonico Guillaume Bouange, vicario generale di Autun, curò l'organizzazione dell'istituto e ne redasse le prime regole.
La prima casa all'estero fu aperta nel 1877 in Giappone e nel 1912 raggiunsero il Canada, dove fu organizzata una provincia.
L'istituto ricevette il pontificio decreto di lode il 6 marzo 1921 e l'approvazione definitiva della Santa Sede il 7 giugno 1931.

## Attività e diffusione
Le suore si dedicano all'educazione della gioventù e alla cura di malati, anziani e poveri.
Oltre che in Francia, sono presenti in Cambogia, Canada, Ciad, Giappone, Repubblica Dominicana; la sede generalizia è a Montfermeil.
Alla fine del 2015 l'istituto contava 338 religiose in 50 case.